# УЕ Санта Колома
УЕ „Санта Колома“ (на каталунски Unió Esportiva Santa Coloma, Унио̀ Еспортива Санта Колома) е андорски футболен отбор от град Санта Колома д'Андора, Андора. Отборът играе в Андорската Примера Дивисио (най-високото ниво на андорския клубен футбол) след като през сезон 2007 – 08 печели Сегонда Дивисио (Втора дивизия на Андора). През сезон 2009 – 10 отборът завършва на 2-ро място в местното първенство и прави своя дебют в евротурнирите. Участва в Лига Европа.

## Успехи
- Примера Дивисио:
  -  Шампион (1): 2023/24
  -  Второ място (2): 2009/10, 2013/14
  -  Трето място (3): 2011/12, 2012/13, 2014/15

- Купа на Андора:
  -  Носител (3): 2013, 2016, 2023/24
  -  Финалист (2): 2010, 2011

- Суперкупа на Андора:
  -  Носител (2): 2016, 2024

- Сегунда Дивисио:
  -  Шампион (1): 2007/08

## История в евротурнирите
| Сезон   | Турнир      | Кръг     | Държава | Противник           | Домакинство | Гостуване | Общ рез. |
| ------- | ----------- | -------- | ------- | ------------------- | ----------- | --------- | -------- |
| 2010/11 | Лига Европа | 1-ви кв. |         | Могрен (Будва)      | 0 – 3       | 0 – 2     | 0 – 5    |
| 2011/12 | Лига Европа | 1-ви кв. |         | Пакш                | 0 – 1       | 0 – 4     | 0 – 5    |
| 2012/13 | Лига Европа | 1-ви кв. |         | Твенте (Енсхеде)    | 0:3         | 0:6       | 0:9      |
| 2013/14 | Лига Европа | 1-ви кв. |         | Зрински (Мостар)    | 1:3         | 0:1       | 1:4      |
| 2014/15 | Лига Европа | 1-ви кв. |         | Металург (Скопие)   | 0:3         | 0:2       | 0:5      |
| 2016/17 | Лига Европа | 1-ви кв. |         | Локомотива (Загреб) | 1:3         | 1:4       | 2:7      |

## Български футболисти
- Слави Косов: 2025...